# Eurovisiesongfestival 1962
Het Eurovisiesongfestival 1962 was het zevende Eurovisiesongfestival en vond plaats op 18 maart 1962 in de Luxemburgse hoofdstad Luxemburg. Het programma werd gepresenteerd door Mireille Delannoy. Van de 16 deelnemende landen won Frankrijk met het lied Un premier amour, uitgevoerd door Isabelle Aubret. Dit lied kreeg 26 punten, 27% van het totale aantal punten.
Met 13 punten werd Monaco tweede, gevolgd door Luxemburg met 11 punten op de derde plaats.
Het zevende Eurovisiesongfestival werd herhaaldelijk geplaagd door lichtuitval. Zo werd de bijdrage van Nederland deels in het donker opgevoerd en moest het programma na de bijdrage van Frankrijk tijdelijk worden stilgelegd voor reparatiewerkzaamheden.

## Interludium
Het interludium werd uitgevoerd door Achilles Zavatta.

## Puntentelling

### Stemstructuur
Men stapte over op een andere manier van punten toekennen: elk land had 10 juryleden die elk 3, 2 en 1 punten aan hun favoriete drie liedjes gaven. Per liedje werden de punten opgeteld. De drie liedjes met de meeste punten van de juryleden kregen respectievelijk 3, 2 en 1 punten namens het land.

### Score bijhouden
De score werd bijgehouden op een scorebord dat in de zaal hing. Het bord leek op het scorebord van het voorgaande jaar. De deelnemende landen stonden in het Frans aangeduid op het bord.
Achter elk land stond het nummer van het optreden.
Voor elk land stond het totaal aantal punten en daarvoor stond de titel van het liedje met daarvoor weer het nummer van het optreden. De gegeven punten werden gelijk bij het totaal van het land opgeteld.
Tijdens de puntentelling stond de presentatrice op het podium, schuin voor het scorebord.
Een pijl voor de landnaam gaf aan welk land het hoogste aantal punten had. De pijl werd handmatig verplaatst.

### Stemmen
De jury's werden opgebeld in omgekeerde volgorde van optreden.
Het geven van de punten ging in oplopende of aflopende volgorde van optreden. Dit was kennelijk niet afgesproken en verschilde per land.
De vertegenwoordiger van het land noemde het nummer, land en het aantal punten in het Engels of Frans.
De presentatrice herhaalde dit in het Frans, ongeacht de taal waarin de punten gegeven werden.
De punten werden niet in een andere taal herhaald.
In het Frans gebruikte de presentatrice het woord points.
Opvallend was dat vrijwel alle landen Frans spraken, ook landen die eigenlijk altijd in het Engels punten geven, zoals Nederland en Finland.

### Beslissing
Na de punten van Spanje stond Frankrijk op 24 punten. Er waren nog twee jury's te gaan, maar geen enkel land had genoeg punten om met twee keer een maximale score Frankrijk in te halen. Het resultaat was de derde Franse songfestivaloverwinning in vijf jaar tijd.

### Resultaat
| Plaats | Land                | Artiest          | Lied                    | Punten |
| ------ | ------------------- | ---------------- | ----------------------- | ------ |
| 1      | Frankrijk           | Isabelle Aubret  | Un premier amour        | 26     |
| 2      | Monaco              | François Deguelt | Dis rien                | 13     |
| 3      | Luxemburg           | Camillo Felgen   | Petit bonhomme          | 11     |
| 4      | Joegoslavië         | Lola Novaković   | Ne pali svetlo u sumrak | 10     |
| 4      | Verenigd Koninkrijk | Ronnie Carroll   | Ring-a-ding girl        | 10     |
| 6      | Duitsland           | Conny Froboess   | Zwei kleine Italiener   | 9      |
| 7      | Finland             | Marion Rung      | Tipi-tii                | 4      |
| 7      | Zweden              | Inger Berggren   | Sol och vår             | 4      |
| 9      | Italië              | Claudio Villa    | Addio, addio            | 3      |
| 10     | Denemarken          | Ellen Winther    | Vuggevise               | 2      |
| 10     | Noorwegen           | Inger Jacobsen   | Kom sol, kom regn       | 2      |
| 10     | Zwitserland         | Jean Philippe    | Le retour               | 2      |
| 13     | België              | Fud Leclerc      | Ton nom                 | 0      |
| 13     | Nederland           | De Spelbrekers   | Katinka                 | 0      |
| 13     | Oostenrijk          | Eleonore Schwarz | Nur in der Wiener Luft  | 0      |
| 13     | Spanje              | Víctor Balaguer  | Llamame                 | 0      |

### Scoreblad
|                     |         | Jury's |    |    |    |    |    |    |    |    |    |    |    |    |    |   |   |
| FI                  | BE      | SP     | AU | DK | ZW | DE | NL | FR | NO | CH | YU | UK | LU | IT | MO |   |   |
|                     | Finland |        | 0  | 0  | 0  | 0  | 0  | 0  | 0  | 0  | 1  | 0  | 0  | 3  | 0  | 0 | 0 |
| België              | 0       |        | 0  | 0  | 0  | 0  | 0  | 0  | 0  | 0  | 0  | 0  | 0  | 0  | 0  | 0 |   |
| Spanje              | 0       | 0      |    | 0  | 0  | 0  | 0  | 0  | 0  | 0  | 0  | 0  | 0  | 0  | 0  | 0 |   |
| Oostenrijk          | 0       | 0      | 0  |    | 0  | 0  | 0  | 0  | 0  | 0  | 0  | 0  | 0  | 0  | 0  | 0 |   |
| Denemarken          | 0       | 0      | 0  | 0  |    | 1  | 0  | 0  | 0  | 0  | 0  | 0  | 0  | 0  | 1  | 0 |   |
| Zweden              | 0       | 0      | 0  | 0  | 3  |    | 0  | 1  | 0  | 0  | 0  | 0  | 0  | 0  | 0  | 0 |   |
| Duitsland           | 2       | 0      | 0  | 0  | 1  | 0  |    | 2  | 0  | 0  | 0  | 0  | 2  | 0  | 0  | 2 |   |
| Nederland           | 0       | 0      | 0  | 0  | 0  | 0  | 0  |    | 0  | 0  | 0  | 0  | 0  | 0  | 0  | 0 |   |
| Frankrijk           | 0       | 2      | 2  | 2  | 0  | 3  | 3  | 0  |    | 3  | 3  | 3  | 1  | 1  | 2  | 1 |   |
| Noorwegen           | 0       | 0      | 0  | 0  | 0  | 0  | 0  | 0  | 2  |    | 0  | 0  | 0  | 0  | 0  | 0 |   |
| Zwitserland         | 0       | 0      | 0  | 0  | 0  | 0  | 2  | 0  | 0  | 0  |    | 0  | 0  | 0  | 0  | 0 |   |
| Joegoslavië         | 1       | 1      | 0  | 0  | 0  | 2  | 0  | 0  | 3  | 0  | 0  |    | 0  | 0  | 3  | 0 |   |
| Verenigd Koninkrijk | 3       | 0      | 1  | 0  | 2  | 0  | 0  | 0  | 0  | 0  | 2  | 2  |    | 0  | 0  | 0 |   |
| Luxemburg           | 0       | 3      | 3  | 1  | 0  | 0  | 0  | 0  | 0  | 0  | 1  | 0  | 0  |    | 0  | 3 |   |
| Italië              | 0       | 0      | 0  | 0  | 0  | 0  | 0  | 0  | 0  | 0  | 0  | 1  | 0  | 2  |    | 0 |   |
| Monaco              | 0       | 0      | 0  | 3  | 0  | 0  | 1  | 3  | 1  | 2  | 0  | 0  | 0  | 3  | 0  |   |   |

De tabel is geordend volgens opkomen.

## Deelnemers

### Terugkerende artiesten

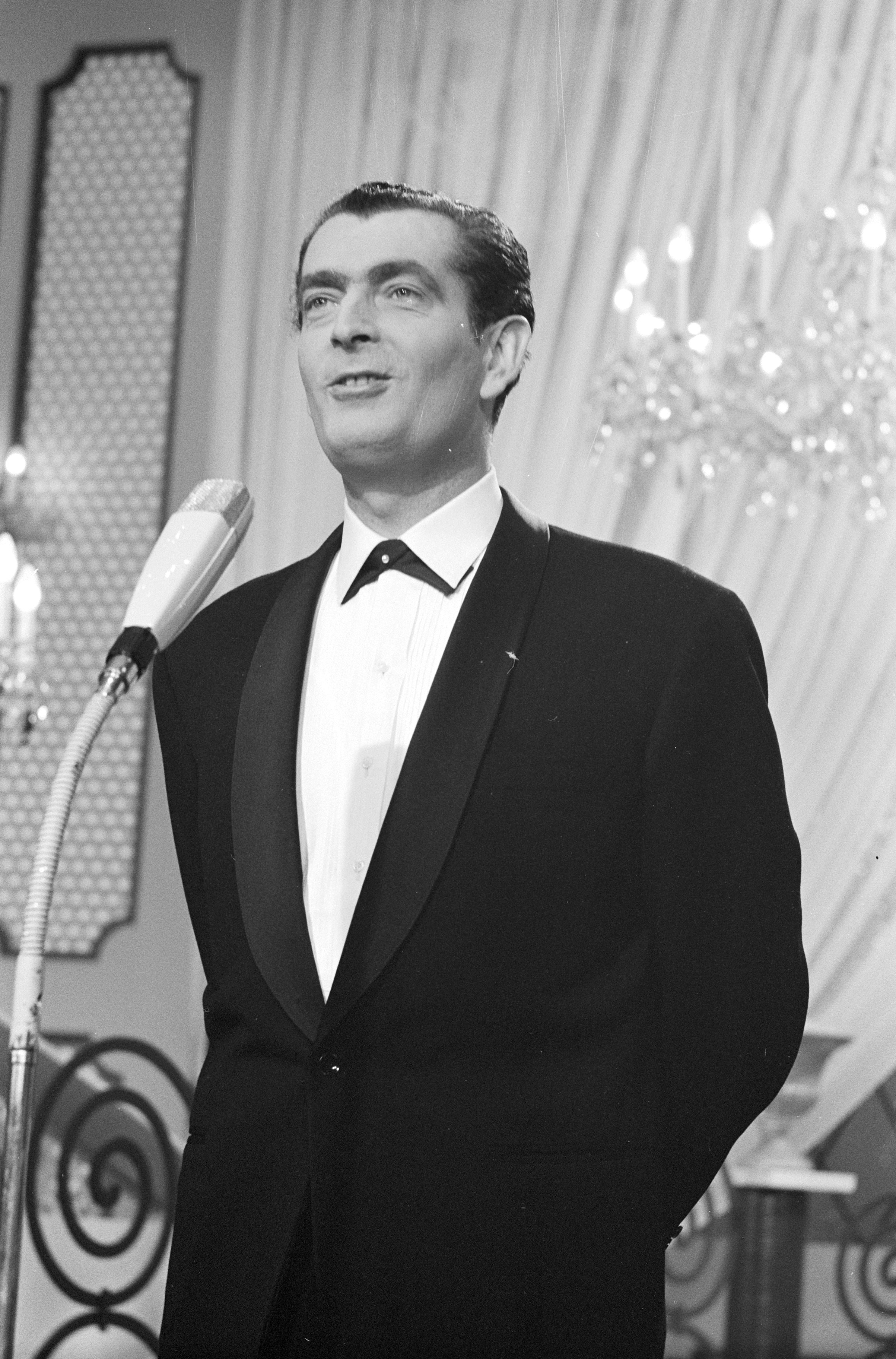
Camillo Felgen in 1962, tijdens zijn tweede Eurovisieoptreden

| Land        | Artiest          | Plaats | Eerdere deelname | Plaats toen |
| ----------- | ---------------- | ------ | ---------------- | ----------- |
| België      | Fud Leclerc      | 13     | België 1956      | onbekend    |
| België      | Fud Leclerc      | 13     | België 1958      | 5           |
| België      | Fud Leclerc      | 13     | België 1960      | 6           |
| Luxemburg   | Camillo Felgen   | 3      | Luxemburg 1960   | 13          |
| Monaco      | François Deguelt | 2      | Monaco 1960      | 3           |
| Zwitserland | Jean Philippe    | 10     | Frankrijk 1959   | 3           |

### Nationale keuzes
In Denemarken deden zoals gewoonlijk enkele oudgedienden mee. Dit jaar waren dat Birthe Wilke (1957, 1959) en Dario Campeotto, die het voorgaande jaar nog meedeed. Siw Malmkvist eindigde tweede in de Duitse preselectie, daarvoor had ze Zweden al een keer vertegenwoordigd. Ljiljana Petrović deed een jaar eerder voor Joegoslavië mee.

### Kaart

Deelnemende landen